# ريتشارد بيكر (سياسي أسترالي، مواليد 1830)
ريتشارد بيكر (بالإنجليزية: Richard Baker)‏ هو سياسي أسترالي، ولد في 1830، وتوفي في 10 مارس 1915. انتخب عضو الجمعية التشريعية فيكتوريا.